# La història d'Oliver
La història d'Oliver (títol original: Oliver's Story) és una pel·lícula dels Estats Units de John Korty estrenada el 1978. És la continuació de Love Story estrenada el 1970. Ha estat doblada al català.

## Argument
Després de la mort de Jenny Cavilleri a causa d'una leucèmia, Oliver Barrett (Ryan O'Neal) erra sol amb els seus records. La seva història d'amor apassionada no li permet oblidar qui va ser la dona de la seva vida. Però un dia, es creua amb Marcie (Candice Bergen), una bella jove, que l'ajudarà a tornar a agafar gust a la vida.

## Repartiment
- Ryan O'Neal: Oliver Barrett IV
- Candice Bergen: Marcie Bonwit
- Nicola Pagett: Joanna Stone
- Edward Binns: Phil Cavilleri
- Benson Fong: John Hsiang
- Charles Haid: Stephen Simpson
- Kenneth McMillan: Jamie Francis
- Ray Milland: Oliver Barrett III
- Josef Sommer: Dr. Dienhart
- Sully Boyar: M. Gentilano
- Swoosie Kurtz: Gwen Simpson
- Meg Mundy: Mrs Barrett
- Beatrice Winde: Waltereen
- Sol Schwarde: Arlie
- Father Frank Toste: pare Giamatti

## Al voltant de la pel·lícula
- La novel·la i el guió van ser escrits per Erich Segal. També actor, se l'ha pogut veure a Sans mobile apparent al costat de Jean-Louis Trintignant.